# Малая Тополевка
Малая Тополевка — посёлок в Энгельсском муниципальном районе Саратовской области России, в составе Красноярского муниципального образования

## Описание
Посёлок расположен в северо-западной части Энгельсском районе, на берегу одной из проток реки Волги, в 17 км (по автодорогам) от районного центра города Энгельс.

## История
В 1984 года указом Президиума ВС РСФСР посёлок 2-е отделение совхоза «Подстепное» переименован в Малая Тополевка.

## Население
| Годы      | 1987  | 2002 |
| --------- | ----- | ---- |
| Население | ≈ 180 | 114  |

| 2002 | 2010 | 2015 |
| ---- | ---- | ---- |
| 114  | ↘102 | ↗118 |